# Episodi di Victor e Valentino (terza stagione)
La terza stagione della serie animata Victor e Valentino, composta da 41 episodi, viene trasmessa negli Stati Uniti, da Cartoon Network, dal 4 settembre 2021 al 26 agosto 2022.
In Italia, la stagione è inedita, lasciando la serie interrotta. 
| nº | Titolo originale                 | Titolo italiano | Prima TV USA      | Prima TV Italia |
| -- | -------------------------------- | --------------- | ----------------- | --------------- |
| 1  | Sal’s Our Pal                    |                 | 4 settembre 2021  |                 |
| 2  | Sal’s Our Pal                    |                 | 4 settembre 2021  |                 |
| 3  | The Fog                          |                 | 11 settembre 2021 |                 |
| 4  | There's No V in Team             |                 | 18 settembre 2021 |                 |
| 5  | Showdown at the Mayahuel Gardens |                 | 25 settembre 2021 |                 |
| 6  | The Bodyguard                    |                 | 2 ottobre 2021    |                 |
| 7  | Miguelito The Mosquito           |                 | 9 ottobre 2021    |                 |
| 8  | Patolli                          |                 | 16 ottobre 2021   |                 |
| 9  | Plan-De-Monium                   |                 | 23 ottobre 2021   |                 |
| 10 | The Puzzle Master                |                 | 26 ottobre 2021   |                 |
| 11 | The Puzzle Master                |                 | 26 ottobre 2021   |                 |
| 12 | Finding Posada                   |                 | 1º novembre 2021  |                 |
| 13 | La Catrina                       |                 | 1º novembre 2021  |                 |
| 14 | Bone Bike                        |                 | 13 novembre 2021  |                 |
| 15 | Butterman!                       |                 | 20 novembre 2021  |                 |
| 16 | El Bigote                        |                 | 27 novembre 2021  |                 |
| 17 | The Matchmaker                   |                 | 7 marzo 2022      |                 |
| 18 | Pastry Peril                     |                 | 7 marzo 2022      |                 |
| 19 | Pokin and Proddin                |                 | 8 marzo 2022      |                 |
| 20 | Stolen Retriever                 |                 | 8 marzo 2022      |                 |
| 21 | Jump Scare                       |                 | 9 marzo 2022      |                 |
| 22 | An Evening with Mic and Hun      |                 | 9 marzo 2022      |                 |
| 23 | Another Don                      |                 | 10 marzo 2022     |                 |
| 24 | Starry Eyes                      |                 | 10 marzo 2022     |                 |
| 25 | Guillermo in G Flat              |                 | 6 giugno 2022     |                 |
| 26 | Para-Vic                         |                 | 7 giugno 2022     |                 |
| 27 | Undercover Grandmother           |                 | 8 giugno 2022     |                 |
| 28 | The Imposter                     |                 | 9 giugno 2022     |                 |
| 29 | Pobrecito Pete                   |                 | 22 agosto 2022    |                 |
| 30 | Viclene                          |                 | 22 agosto 2022    |                 |
| 31 | Home Sweet Hole                  |                 | 23 agosto 2022    |                 |
| 32 | Star Child                       |                 | 23 agosto 2022    |                 |
| 33 | Mission Mariachi                 |                 | 24 agosto 2022    |                 |
| 34 | A Simpler Life:Ayohuih Nemilizli |                 | 24 agosto 2022    |                 |
| 35 | Oneiric Vic                      |                 | 25 agosto 2022    |                 |
| 36 | Lonely Haunts Club 4:La Pablita  |                 | 25 agosto 2022    |                 |
| 37 | Xochi's Garden                   |                 | 26 agosto 2022    |                 |
| 38 | Into the Obsidian                |                 | 26 agosto 2022    |                 |
| 39 | Follow the North Star            |                 | 26 agosto 2022    |                 |
| 40 | Fall of the Fifth Sun            |                 | 26 agosto 2022    |                 |
| 41 | Fall of the Fifth Sun            |                 | 26 agosto 2022    |                 |